# 灌腸 (食物)
灌腸是一類把肉馅灌進大腸肠衣中並经烘烤、煮制、熏腌等工序製成的食品。有商家會用劣質原料（病肉、垃圾肉)加工灌肠；還有的為改善灌肠品质會濫用添加剂如亚硝酸盐等。

## 北京灌肠

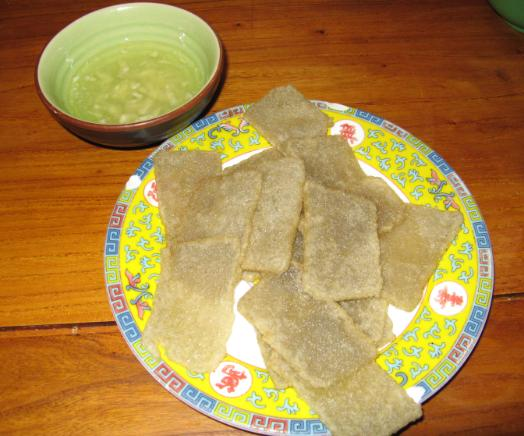
灌肠和蒜汁

灌肠是一种北京特有的风味小吃。